# Mykhailo Stelmakh
Mykhailo Stelmakh (en ukrainien : Михайло Стельмах), né le 24 mars 1912 à Lityn et mort le 27 septembre 1983 à Kiev, est un écrivain ukrainien.